# Buccinum moerchi
Buccinum moerchi är en snäckart som beskrevs av Friele 1877. Buccinum moerchi ingår i släktet Buccinum och familjen valthornssnäckor. Inga underarter finns listade i Catalogue of Life.